# Neste (Fluss)
Die Neste ist ein Fluss in Frankreich, der in der Region Okzitanien verläuft. Sie  entspringt als Neste de Badet im Nationalpark Pyrenäen, im Gemeindegebiet von Aragnouet. Die Quelle liegt oberhalb des Lac de Badet, in einer Seehöhe von 2299 Metern. Sie ändert in ihrem Verlauf mehrfach den Namen: In Aragnouet heißt sie Neste d’Aragnouet, einige Kilometer weiter Neste d’Aure. Erst unterhalb von Sarrancolin nimmt sie ihren endgültigen Namen Neste an. Die Tallandschaft des Oberlaufes trägt den Namen Vallée d’Aure.
Die Neste entwässert generell in nordöstlicher Richtung und mündet nach rund 73 Kilometern bei Montréjeau als linker Nebenfluss in die Garonne. Auf ihrem Weg durchquert die Neste die Départements Hautes-Pyrénées und Haute-Garonne.

## Hydrologie
Bei Beyrède-Jumet-Camous wird vom Fluss Wasser abgezweigt und durch den Canal de la Neste über das Plateau von Lannemezan zur Bewässerung und Dotierung anderer Flüsse, die im Sommer wenig Wasser führen, weiter verteilt.

## Orte am Fluss
- Aragnouet
- Saint-Lary-Soulan
- Arreau
- Sarrancolin
- La Barthe-de-Neste
- Saint-Laurent-de-Neste
- Mazères-de-Neste